# 루이 오귀스트 블랑키

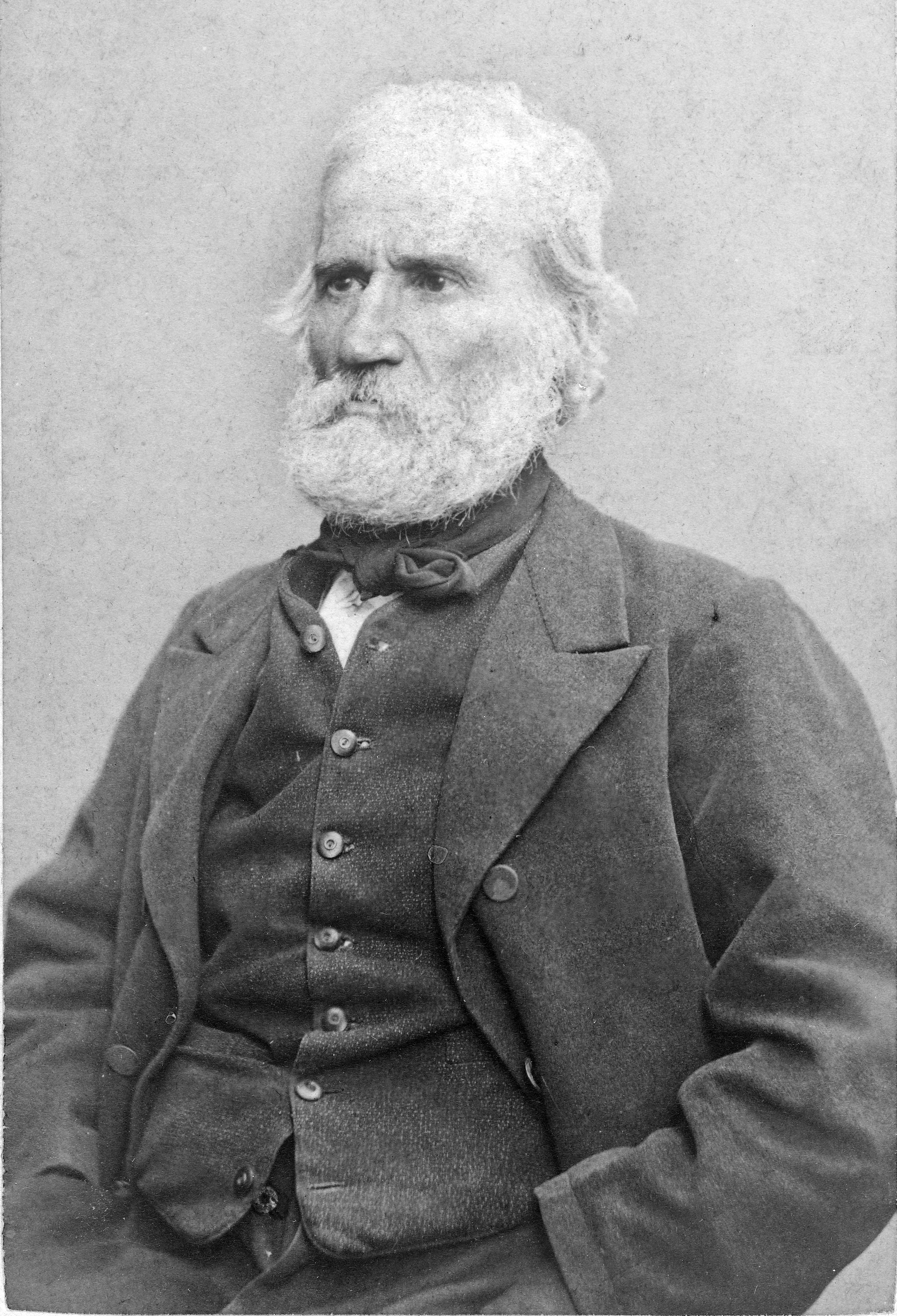
Louis Auguste Blanqui

루이 오귀스트 블랑키(프랑스어: Louis Auguste Blanqui, 1805년 2월 8일 ~ 1881년 1월 1일)는 프랑스의 대혁명가, 사회주의자였다. 그의 사상은 청년 카를 마르크스에게도 영향을 주었다.

## 청년 시절
루이 오귀스트 블랑키는 프랑스 급진주의를 대표하는 인물로서, 그의 사상을 추종하는 사람들을 블랑키스트라고 하는데 이들은 블랑키 사후에도 노동운동사에서 중요한 역할을 했다. 블랑키는 22살 되던 해인 1827년부터 부르봉 왕가에 반대하는 학생운동에 가담했다. 1830년 7월 혁명으로 다시 왕정이 수립되자, 이에 크게 실망한 블랑키는 이때부터 본격적인 정치 활동에 투신했다. 그의 투옥 생활도 이때부터 시작되었는데, 평생의 1/3인 25년을 감옥에서 보내야 했다.
1830년대에 블랑키는 필리포 부오나로티의 사상에 빠졌다. 부오나로티는 프랑스 대혁명 중 급진주의자였다. 블랑키는 부오나로티와 프랑스 대혁명 기간 중 인민 봉기에 대한 연구를 통해 계급 투쟁과 비밀 결사를 중요시하게 되었다. 계급 투쟁 개념을 통해 부자와 압제자를 동일시하게 되었으며, 잘 훈련된 음모자들로 이루어진 비밀결사로 인민 봉기를 일으켜야 한다고 믿게 되었다. 이러한 신념으로 그는 가족회(Société des Familles)와 계절회(Société des Saisons)라는 이름의 비밀결사를 조직하기도 했다. 1843년에 프랑스로 온 젊은 마르크스에게도 이 두 가지 사상은 큰 영향을 미쳤다.
블랑키가 말과 선동만 했던 것은 아니었다. 그는 실제로 자신이 조직한 계절회로 1839년 5월 12일 봉기를 일으켰다. 그러나 이 봉기는 실패로 돌아갔고, 처음에는 사형선고를 받았으나, 1848년 2월 혁명 직전에 병 보석으로 풀려났다(하지만, 보석을 허가받은 것은 1840년 봄이었다).

## 2월 혁명과 블랑키
2월 혁명 후 임시정부에 블랑키는 사회주의 정책 채택을 제안했다. 그는 이를 위해 노동자 데모를 적극적으로 조직하기도 했다. 그러나 혁명 후 실시될 예정이었던 보통선거는 반대했다. 블랑키는 당시 프랑스 노동자들과 민중들의 수준에서 보통선거를 하게 되면 보수파 세력이 다수를 차지할 것을 의심했던 것이다. 하지만 블랑키의 주장은 묵살된 채 보통선거가 실시되었고, 그의 예측대로 보수파가 의회 다수를 차지했다.
블랑키는 다시 정부에 쫓기는 신세가 되었다. 여전히 블랑키는 왕정 때와 별로 달라진 게 없이 위험한 인물이었던 것이다. 프랑스 정부는 1848년 5월 15일 봉기를 주도했다는 이유로 블랑키를 체포했고, 10년형을 선언하고 1859년까지 그를 감금했다. 하지만 블랑키는 이 봉기를 반대했던 것으로 알려졌다. 석방되자마자 블랑키는 다시 비밀결사를 조직했고, 이번에는 오래가지 못했다. 1861년에 다시 체포되어 투옥되었고, 결국 1865년 그는 벨기에로 망명했다.
10년형을 선고받고 투옥되어 있는 동안 프랑스는 제 2 제정이 수립되어 있었다. 대통령이었던 루이 나폴레옹이 1851년 12월 2일 쿠데타를 일으켰고, 다음 해인 1852년에 국민투표라는 과정을 거쳐 황제로 즉위한 것이다. 나폴레옹 3세의 즉위와 당시 진행된 프랑스의 산업화로 형성된 노동자 계급은 노동운동이 성립될 수 있는 배경이 되었다. 블랑키는 이런 변화에 주목하여 저술 활동을 시작했다. 주로 정치경제학과 사회주의에 관한 것이었다. 이 저작들은 그의 사후 《사회 비판(Critique social)》이라는 제목으로 출간되었다. 그러나 비밀결사에 대한 그의 신념을 잊은 것은 아니었다. 벨기에 망명 중에도 파리시에서 학생과 노동자들이 블랑키스트 조직을 결성했고, 블랑키는 이들에게 자신의 저작물을 몰래 보냈다.

## 파리 코뮌
1870년 프랑스-프로이센 전쟁이 발발하고, 프로이센 군이 프랑스군을 밀어내며 파리로 진격하자 블랑키도 고국으로 돌아왔다. 나폴레옹 3세가 세당에서 항복하면서 제2제정이 붕괴되자 프랑스는 아돌프 티에르를 중심으로 임시정부를 구성했는데, 이들은 이미 진 전쟁에서 독일군과 계속 싸우는 문제보다는 민중봉기를 더 두려워하고 있었다. 이 때문에 블랑키스트들은 1870년 10월 31일과 1871년 1월 22일에 임시정부 타도를 기치로 봉기했으나 2번 모두 실패로 돌아갔다.
한편, 자코뱅파와 블랑키를 비롯한 사회주의자 집단은 임시정부에 반대하는 입장을 분명하게 취하면서 이른바 파리 코뮌을 결성했다. 자코뱅파는 독일 및 임시정부에 대항할 것을 주장하며 파리의 노동자와 빈민, 학생들을 선동했다. 임시정부 타도를 외치며 봉기까지 했던 블랑키스트들도 당연히 이 대열에 합류했고, 블랑키는 파리 코뮌의 상징적 인물이 되었다. 그러나 이미 블랑키는 임시정부에 의해 투옥된 상태였다. 파리 코뮌은 블랑키의 석방을 요구했지만, 임시정부는 이 요구를 거부했다. 이후 파리 코뮌은 피의 주간을 거치며 무력으로 진압되었다.

## 파리 코뮌 이후
블랑키는 아직 투옥 중이던 1879년 보르도의 대의원으로 당선되기도 했으나, 정부에 의해 무효 처리되었고, 이후에 사면 받아 석방되었다. 이미 노령이었던 블랑키는 저널리스트와 연설가로 활동했으나, 결국 고령으로 인해 뇌졸중으로 사망했다. 그의 사망 후, 블랑키스트들과 마르크스주의자들이 힘을 합쳐 1881년 중앙혁명위원회라는 조직을 결성했고, 1898년에는 혁명사회당을 결성하기도 했다.
블랑키는 다른 사회주의자들과 달리 정치학이나 경제학의 이론가(또는 학자)는 아니었으며, 혁명가이자 끊임없이 민중봉기를 일으키고자 했던 활동가였다. 그의 혁명 사상은 소수의 잘 훈련된 활동가가 중심이 되어 독재정부를 구성해야 사회주의 실현이 가능하다는 것이었다. 그의 이런 사상은 마르크스나 후대의 블라디미르 레닌 등에 영향을 미쳤다.

## 같이 보기
- 영원 회귀